# Sprat
Sprattus sprattus
« sprat » redirige ici. Pour les autres significations, voir sprat (homonymie).
Espèce
Synonymes
- Clupea sprattus Linnaeus, 1758
- Sprattus sprattus phalerica (Risso, 1827)
- Sprattus sprattus phalericus (Risso, 1827)

Le sprat (Sprattus sprattus), aussi appelé menuise, blanquette, anchois de Norvège, sprot, esprot  est un poisson au dos bleuté et au ventre argenté de 10 à 15 cm, qui, un peu moins que la sardine et l'anchois, a eu localement une grande importance alimentaire (en friture ou en poisson fumé), bien que de faible importance économique (c'était l'un des poissons les plus abondants, parfois considéré comme sans valeur marchande). On le trouve parfois mêlé aux jeunes harengs auxquels il ressemble beaucoup.

C'est un poisson sédentaire, autrefois largement répandu (le plus répandu des Clupéidés au début du XXe siècle en Europe selon le biologiste Louis Fage) et évoluant dans la zone du littoral. Il vit en colonie parfois de taille impressionnante. Il est arrivé que des bancs perturbés ou poussés par de grandes marées s'échouent sur la plage couvrant entièrement le sable (par exemple en Baie de Douarnenez).

## Aire de répartition

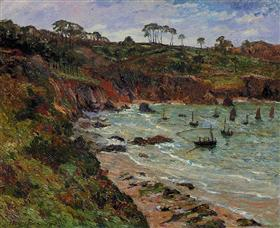
La Pêche aux sprats en hiver à Douarnenez
Maxime Maufra, 1905
Collection privée, Vente 1999

Il vit aujourd'hui de l'embouchure de la Loire aux eaux plus froides de Norvège et jusqu'aux îles Lofoten.
Au début du XXe siècle, les naturalistes européens fixaient la limite sud de son aire de vie à l'embouchure de la Gironde, mais si dans les années 1920, selon Louis Fage (zoologiste au Muséum national d'histoire naturelle et archiviste bibliothécaire de l'Office scientifique et technique des pêches), cette espèce était connue, en quantité plus ou moins importante (parfois en bancs très denses) « sur toutes les côtes du Nord de l'Europe, de Trondhjemn jusqu'en Bretagne ». « Sa présence est même signalée vers le nord, jusqu'aux Lofoten, et vers le sud jusqu'à l'embouchure de la Gironde. Il existe aussi sur toute la côte européenne de la Méditerranée et dans la Mer Noire » ajoutait-il.

Fage cite Odon de Buen (1918) et Lozano y Rey (1919),  et réinsiste sur le fait que le sprat est présent en Atlantique bien plus au sud que la Gironde ; par exemple dans les pêcheries littorales de Galice, et comme l'on dit avant  A. Ramalho en 1922, et B. Osorio en 1895 le long du Portugal au moins jusqu'à l'embouchure du Tage. Par contre, les témoignages de ces auteurs laissent penser que les bancs exploités en Espagne semblaient « nettement isolés de ceux que nous capturons sur notre littoral breton ou vendéen. Le sprat semble, en effet, faire totalement défaut dans le fond du golfe de Gascogne. Et cette absence est d'autant plus remarquable que nos autres Clupéidés (le hareng excepté) s'y prennent en abondance ». On ignore si ses populations sont remontées vers le nord avec le réchauffement climatique ou pour d'autres raisons, ou si les populations du sud ont disparu (par surpêche peut-être puisque c'est une espèce qui semble sédentaire). Fage et l'ichtyologue portugais Ramalho présentaient les sprats d'Espagne et du Portugal comme appartenant à « une race particulière, bien distincte des autres races atlantiques et méditerranéennes », bien qu'ayant des affinités « étroites avec les autres colonies atlantiques ». Selon Fage, les ventrales des sprats sont plus reculés chez les spécimens d'Europe du nord, et positionnées de plus en plus vers la tête au fur et à mesure qu'on descend vers le sud, de même le nombre des chevrons postérieurs augmente chez les spécimens capturés vers le sud. Fage se demande pourquoi les sprats de Vendée ne se mélangent pas à ceux de l'Espagne et du Portugal.

Certains inventaires anciens (suédois par exemple au XIXe siècle) ne signalent pas les sprats dans les produits de la pêche, probablement parce qu'ils étaient comptabilisés comme harengs.

## Alimentation
L'adulte se nourrit de petits animaux et l'alevin se nourrit de phytoplancton selon certaines observations et de zooplancton dans d'autres cas (pouvant alors entrer en concurrence avec d'autres espèces telles que la morue). Les comportements alimentaires de populations cohabitantes de larves de sprats et de larves de morues (Gadus morhua) ont été étudiés dans le bassin de Bornholm, en mer Baltique lors de 12 croisières scientifiques couvrant les saisons de ponte de 1987 à 1988, avec étude de la composition du régime alimentaire selon l'époque et la taille de la larve et contrairement aux enquêtes faites dans d'autres régions, dans ce cas, la première alimentation des larves des deux espèces ne comportait presque pas de phytoplancton mais était dominée par des nauplies calanoïdes de copépodes.
Le nauplies de copépodes aux stades I-V puis des copépodes adultes étaient mangés au fur et à mesure de la croissance des larves. Seules les larves de sprat consommaient aussi des cladocères en grande quantité. Dans la zone de Bornholm, les larves de sprat préféraient nettement les différents stades de développement de Acartia spp. (espèce qu'on a constatée de plus en plus densément présente en Baltique de 1980 à 2000 date de la rédaction de l'article). Alors que les larves de morue ciblaient plutôt Pseudocalanus elongatus (espèce en régression dans la biomasse planctonique de la Baltique).

## Comportement
Comme le hareng (Clupea harengus) avec lequel il se mélange parfois, le sprat (Sprattus sprattus) forme des bancs qui se déplacent verticalement à un rythme nycthéméral (les variations d'intensité lumineuse de l'aube et du crépuscule donnant le signal de la migration verticale).
Comme c'est une espèce importante du réseau trophique, en tant que petit prédateur et aussi comme proie, ce comportement influe sur les interactions avec ses prédateurs dont la morue et le hareng, interactions qui commencent à faire l'objet de modélisations simplifiées. Il interagit avec d'autres espèces mais aussi avec son milieu, entretenant quand il est présent en bancs denses des dynamiques écosystémiques et physiques discrètes pouvant jouer un rôle important, par exemple avec le mélange des couches thermiques ou anoxiques, au profit des nombreuses autres espèces quand des bancs de millions d'individus s'élèvent ou descendent dans la masse d'eau, en particulier en Baltique où les courants de mélange des eaux sont localement faibles, ce qui peut favoriser les zones mortes par anoxie. Ces migrations verticales ont été étudiées en mer Baltique, avec un monitoring hydroacoustique, des échantillons captés au chalut, au regard des données hydrologiques et d'intensité lumineuse et d'éclairement en surface et dans le milieu. Les sprats remontent vers la surface au crépuscule. Ils semblent chercher à rester groupés en entretenant dans le banc une zone d'intensité lumineuse locale ne dépassant pas un seuil critique. Quand la nuit s'avance et que la lumière ambiante passe sous ce seuil critique, les poissons nagent de manière apparemment aléatoire jusqu'à ce que la lumière du matin les fassent redescendre. Cette photophobie peut laisser penser qu'ils pourraient être sensibles à la pollution lumineuse, mais ceci ne semble pas encore avoir été étudié.

## Dynamique des populations
Le sprat, quand l'eau est assez froide et qu'il dispose de nourriture étend rapidement ses populations, surtout quand le nombre de ses prédateurs naturels (morue) diminue et quand il trouve moins de concurrence dans sa niche écologique. Ainsi a-t-on observé en 20 ans, dans les niveaux trophiques supérieurs de la partie centrale de la mer Baltique, le passage d'un système dominé par la morue à un système dominé par le sprat. Ceci a été expliqué par une chute des populations de morue, en raison d'une surpêche et d'un mauvais recrutement. Plus la population de morue approchait ses records les plus bas, plus le nombre des sprats augmentait, atteignant des densités spectaculaires (Biomasse évalué à plus de 2 × 106 tonnes en 1992 avant de se stabiliser, notamment par cannibalisme des alevins ou des œufs (démontré par le "Institute of Marine Sciences" (Dept of Fishery Biology) qui a étudié le contenu stomacal de sprats adultes en le comparant à la densité des œufs pondus. Cette étude s'est faire de 1988 à 1996 dans le bassin de Bornholm l'une des principales zones de frai connue pour le sprat en Mer Baltique centrale.
Le cannibalisme des œufs semble être chez cette espèce un mécanisme compensateur à la surpopulation assez efficace. Il est encore mal compris et semble induit par des déséquilibres prédateurs-proies, mais aussi être influencé par la disponibilité alimentaire, mais il augmente en tous cas très fortement durant les périodes où les populations sont les plus denses (de 1990 à 1992 dans le bassin de Bornholm) avec alors  plus de 15 % des œufs mangés  par les parents durant le frai et plus de 60 % de la production d'œufs de la saison consommée.

## Aspects écosystémique
Son importance écosystémique est mal appréciée, mais l'importance de sa biomasse laisse penser que sa présence ou son absence peuvent avoir des conséquences importantes dans le réseau trophique, comme pour la sardine qui pourrait même limiter certaines zones d'anoxie et d'émissions marines de gaz à effet de serre par sa seule activité.
Dans la chaine alimentaire, il offre ou offrait une nourriture localement très abondante aux oiseaux de mer (dont macareux, cormorans et grands oiseaux de mer), à de nombreux poissons, à l'état de zooplancton ou adulte (Ils sont par exemple consommés par les thons, maquereaux, orphies, et autres chinchards ainsi que par des mammifères tels que phoques ou cétacés).

## Génétique et sous-espèces
La littérature donne deux sous-espèces
- Sprattus sprattus balticus (Schneider, 1908)
- Sprattus sprattus sprattus (Linnaeus, 1758)

...mais Fage insiste sur l'importance du comportement très sédentaire de l'espèce ; il semble avoir été à l'origine d'une constellation de sous-populations d'individus se déplaçant peu, formant des groupes au sein d'une immense métapopulation distribuée sur au moins 20° de latitude nord (Fage parle de « nombreuses races locales, qui s'échelonnent depuis la Baltique jusqu'à la Mer Noire » et d'une multiplicité des aires de pontes, « limitées aux parages fréquentés en permanence par les adultes ». C'est une eau plus chaude dans le Golfe de Gascogne, constatée par les recherches océanographiques de l'Office des Pêches au début du XXe siècle, publiée par Le Danois qui pourrait expliquer que les populations espagnoles et portugaises de sprats aient été isolées de celles de Bretagne et Vendée. Le sprat ne fréquenterait que les eaux à 10-11 °C en profondeur, alors que des endo-upwellings la portent à 16-18 °C dans le golfe de Gascogne au sud de la Garonne ; Fage pose l'hypothèse que la barrière séparant ces populations pourrait être thermique, c'est un des premiers cas de fragmentation écologique d'habitat marin créés par une « barrière thermique » (ici naturelle) citée par la littérature.

## État des populations, pressions, réponses
Comme pour la sardine et l'anchois, une grande partie des anciens bancs de sprats ont régressé ou disparu. Ailleurs des augmentations de populations sont constatées, mais au détriment peut être d'autres espèces d'intérêt commercial.

Fage insistant dans les années 1920 sur le fait que le sprat « plus encore peut-être que la sardine, est au point de vue de la température, extrêmement exigeant au moment du frai. Sur toute l'étendue de son vaste habitat, ses larves qui se développent vers 30 m de profondeur ne se rencontrent que dans les eaux de 8 à 11 degrés. Il faut donc, pour que le sprat se maintienne dans une région donnée, que les adultes y trouvent les conditions favorables à leur reproduction ». On peut donc penser que, outre les effets des pollutions et de la surpêche ou de la dégradation de certaines frayères par le chalutage, le réchauffement climatique ait pu contribuer à la régression de l'espèce[réf. nécessaire].
Selon les données disponibles, les sprats, comme les harengs ou d'autres espèces, peuvent contenir des métaux lourds ou accumuler de faibles doses de produits chimiques (PCB, dioxines notamment), mais moins que l'anguille ou d'autres espèces situées plus haut dans le réseau trophique. Certains de ces polluants sont des perturbateurs endocriniens. Leurs effets à long terme sur les populations de sprat semblent peu étudiés.

## Noms
En France métropolitaine, il existe de nombreux synonymes pour désigner le sprat : harenguet, menuise, blanquette, clupée spratte, mélette (ou melette), anchois de Norvège, sprot ou esprot. En breton, on le connaît sous le nom de glizig.